# Kitschi-Kemin
Der Kitschi-Kemin (kirgisisch Кичи-Кемин) ist ein rechter Nebenfluss des Tschüi in Kirgisistan und Kasachstan (Zentralasien).
Der Kitschi-Kemin entspringt in Kirgisistan im äußersten Westen des Transili-Alatau. Er fließt von der Nordflanke der Gebirgskette anfangs kurz nach Norden. Anschließend macht er einen Bogen nach Westen und Südwesten. Er passiert den Ort Ak-Tuz und durchfließt danach eine Schlucht in südwestlicher Richtung. Nachdem er das Dorf Imeni Il’icha passiert hat, wendet sich der Kitschi-Kemin nach Westen und erreicht das breite Tschüital. Er fließt entlang dem Nordrand des Tals an den Dörfern  Kitschi-Kemin und Boroldoy vorbei. Die letzten 14 km fließt der Fluss dann auf kasachischem Gebiet, bevor er rechtsseitig in den Tschüi mündet.
Der Kitschi-Kemin hat eine Länge von 81 km. Sein Einzugsgebiet umfasst 614 km². Der mittlere Abfluss beträgt 2,10 m³/s. Die Abflüsse variieren zwischen 0,46 m³/s im Februar und 8,63 m³/s im Juli.
1964 brach der Damm einer Tailings-Grube und verseuchte den Fluss mit Schwermetallen.